# همه‌چیز آنجاست
همه چیز آنجاست یک مجموعه تلویزیونی ایرانی در ژانر اجتماعی، درام به کارگردانی شهرام شاه‌حسینی و نویسندگی فیروزه قشقایی است که از ۱۵ آذر تا ۲۲ بهمن ۱۳۹۳ از شبکه سه سیما پخش شده است.
خواننده تیتراژ این مجموعه علی لهراسبی می‌باشد. این سریال در ۵۹ قسمت ساخته شده است.

## داستان
کارگاه تولیدی خانواده‌ای قدیمی به علت ورود کالاهای خارجی به تعطیلی کشانده می‌شود. مهدی پسر بزرگ خانواده درگیر و دار مشکلات به وجود آمده، به رازهایی از زندگی خانواده‌اش پی می‌برد و...
بخشی از داستان همه چیز آنجاست با قصه خانواده محسن پیش می‌رود و در ادامه داستانک‌ها و قصه‌های فرعی متعددی در دل قصه اصلی به وجود می‌آیند.

## بازیگران
| بازیگر           | نقش             | توضیحات                    |
| ---------------- | --------------- | -------------------------- |
| امین زندگانی     | مهدی فرهمند     | پسر محسن                   |
| الهام حمیدی      | پرستو           | همسر مهدی                  |
| سام درخشانی      | فرهاد فانی      | صاحب شرکت                  |
| مهرانه مهین‌ترابی | اکرم            | مادر مهدی و مهران و مهرنوش |
| محمد عمرانی      | محسن فرهمند     | پدر مهدی و مهران و مهرنوش  |
| آشا محرابی       | سحر بزرگمهر     | همسر دوم فرهاد             |
| حدیث میرامینی    | مهرنوش فرهمند   | خواهر مهدی                 |
| حسین مهری        | مهران فرهمند    | برادر مهدی                 |
| جمشید مشایخی     | نعمت‌الله فرهمند | پدر محسن                   |
| بهناز جعفری      | هما فرهمند      | خواهر محسن                 |
| بهرام ابراهیمی   | حمید فرهمند     | برادر محسن                 |
| ناهید مسلمی      | ثریا فرهمند     | خواهر نعمت‌الله             |
| شیدا خلیق        | ثریا فرهمند     | خواهر نعمت‌الله             |
| صفا آقاجانی      | فاطمه           | همسر نعمت‌الله              |
| شهرام شاه‌حسینی   | خسرو سوفی       | صاحب نمایشگاه ماشین        |
| مریم معصومی      | سمانه           | دوست مهرنوش                |
| مزدک رستمی       | اسماعیل         | نامزد سمانه                |
| حمید نیری        | کاظم            | پدر سمانه                  |
| مریم سرمدی       |                 | مادر سمانه                 |
| حسن اسدی         | مهندس روحی      | مهندس                      |
| المیرا دهقانی    | یاسمن روحی      | دختر مهندس روحی            |
| امیر مهدی کیا    | یوسف            | پدر نازنین                 |
| شیرین اسماعیلی   | نازنین          | دختر یوسف                  |
| الهه فرشچی       | بیتا            | دختر یوسف                  |
| نوشین زارع       | نسرین           | همسر یوسف                  |
| ژیلا شاهی        | منشی شرکت       | منشی شرکت فرهاد فانی       |
| ایمان باقری      | سیاوش           | دوست مهران                 |
| آرزو افشار       | شایسته          | همسر اول فرهاد             |